# ريتشارد هنري كلارك
ريتشارد هنري كلارك (بالإنجليزية: Richard Henry Clarke)‏ هو محامي وسياسي أمريكي، ولد في 9 فبراير 1843 في دايتون في الولايات المتحدة، وتوفي في 26 سبتمبر 1906 في سانت لويس في الولايات المتحدة. حزبياً، نشط في الحزب الديمقراطي. وقد انتخب عضو مجلس النواب الأمريكي.